# Mistaken Identity (Vernon-Reid-Album)
Mistaken Identity (dt. „Personenverwechslung“) ist das Debütalbum des amerikanischen Musikers Vernon Reid aus dem Jahr 1996.

## Entstehungsgeschichte
Nachdem Living Colour 1995 auseinanderbrach, arbeitete Reid zunächst an mehreren Projekten. 1996 entschloss er sich, ein Soloalbum aufzunehmen. Bei der Produktion wurde er von Prince Paul und Teo Macero unterstützt. Mistaken Identity ist sein erstes Solo-Album, allerdings hatte er bereits 1984 – noch Jahre vor der Veröffentlichung des ersten Living Colour-Albums – zusammen mit Bill Frisell ein Album (Smash & Scatteration) außerhalb eines Band-Kontextes aufgenommen.

## Musikstil
Reid mischt auf Mistaken Identity zahlreiche Stile wie Rap, Rock, Turntablism, Jazz und anderes. Daher ist das Album, das mit zahlreichen Gastmusikern wie beispielsweise dem Jazz-Klarinettisten Don Byron, dem Kornettisten Graham Haynes, DJ Logic und anderen besetzt ist und mit einer Vielzahl von Instrumenten aufwartet, nur schwer einzuordnen. Auch Reids typisches Gitarrenspiel findet sich nicht auf allen Stücken wieder, da es sich bei einigen um kurze Hörspiele mit Musikunterlegung handelt. So liest der Schauspieler Laurence Fishburne auf „Important Safety Instructions (Mutation 2)“ mit indischem Akzent Sicherheitshinweise aus einer Gebrauchsanweisung zu einem Gerät vor, das unklar bleibt, da der Gerätetyp im Text mit dem Wort Karma ausgetauscht wird; begleitet wird er dabei von einer Tabla und Sitar. Auf „Call Waiting to exhale (Mutation 3)“ versucht ein Mann am Telefon mit seinen beiden Freundinnen gleichzeitig abwechselnd unterschiedliche Termine auszumachen, als diese sich plötzlich gegenseitig hören können und anschließend unterhalten, worauf der (in den Credits mit einem Fragezeichen versehene) Sprecher einen Anfall erleidet und verzweifelt nach Beruhigungspillen sucht. Auf dem Hidden Track des Albums ist Reid bei einer fiktiven Comedy-Show mit dem Namen „Who invited You?“ („Wer hat Dich denn eingeladen?“) zu hören. Das Stück „Saint Cobain“ ist dem verstorbenen Sänger Kurt Cobain der Band Nirvana gewidmet. Alle Titel des Albums wurden entweder gänzlich oder teilweise von Reid geschrieben.

## Erfolg
In kommerzieller Hinsicht konnte er mit dem Album nicht an die früheren Erfolge mit Living Colour anschließen, es erreichte keine Platzierung in den Billboard-Charts. Trotz dieses Misserfolgs blieb Reid auch in der Zukunft seinem Konzept treu, verschiedene Stile auf einem Album zu vermischen, so bildete er zum Beispiel mit einem der Gastmusiker des Albums, DJ Logic, das Duo Yohimbe Brothers, das ebenfalls grenzüberschreitend tätig ist.

## Titelliste
1. CP Time – 4:36
2. Mistaken Identity – 4:27
3. You Say He's Just a Psychic Friend – 4:53
4. Who Are You? [Mutation 1] – 1:56
5. Lightnin'  – 6:06
6. The Projects – 5:53
7. Uptown Drifter – 3:39
8. Saint Cobain – 2:30
9. Important Safety Instructions! [Mutation 2] – 2:14
10. What's My Name – 4:13
11. Signed Fictitious – 2:42
12. Call Waiting to Exhale [Mutation 3] – 1:48
13. My Last Nerve – 4:03
14. Freshwater Coconut – 5:30
15. Mysterious Power – 4:21
16. Unborne Embrace (+ Hidden Track) – 4:03